# Концерт для фортепиано с оркестром (Пендерецкий)
Концерт «Воскресение» (англ. Resurrection) для фортепиано с оркестром — произведение Кшиштофа Пендерецкого, написанное в 2001-02 годах и переработанное в 2007 году.

## История
Пендерецкий начал работу над концертом по заказу фонда, управляющего Карнеги-холлом, и сочинение должно было быть приурочено ко дню рождения канадско-американской меценатки Мари-Жозе Кравис. Первоначально Пендерецкий работал над сочинением в каприччиозной манере. Однако затем, по словам самого композитора,

Теракт 2001 года так повлиял на меня, что я подумал, что не время сочинять каприччио и, изменив концепцию, написал хорал, который включен в основную часть сочинения. Это скорее симфония, а не концерт. Я назвал его «Воскресение». Я не хотел писать реквием, потому что всегда есть надежда.
Премьерное исполнение состоялось 9 мая 2002 года в Карнеги-холлe в Нью-Йорке с Филадельфийским оркестром под управлением Вольфганга Заваллиша, солист Эммануэль Акс.
В 2007 году композитор вернулся к концерту и переработал его. Вторая редакция была впервые исполнена Барри Дугласом и Симфоническим оркестром Цинциннати под управлением автора 7 декабря 2007 года в Цинциннати. Впоследствии Дуглас записал концерт с Варшавским филармоническим оркестром под управлением Антония Вита.

## Строение концерта
Концерт состоит из десяти частей, исполняемых без перерыва, общей протяжённостью около 35 минут. Последовательность обозначенных темпов: Allegro molto sostenuto — Adagio — Allegro moderato molto — Adagio — Allegretto capriccioso — Grave — Allegro sostenuto molto — Andante maestoso — Allegro molto sostenuto (Tempo dell’inizio) — Adagio.

## Отзывы
Музыка концерта представляет собой ещё один шаг композитора от авангардных устремлений его раннего творчества в сторону более умеренной и традиционной манеры, — по мнению Р. Уайтхауса, особенно чувствуется в произведении Пендерецкого опора на образцы фортепианного концерта, данные в творчестве Сергея Рахманинова и Сергея Прокофьева. Отмечалась в музыке концерта и малеровская линия.
По мнению пианиста Александра Гиндина, исполнившего российскую премьеру концерта в 2010 году, «это замечательное, но в то же время трудное произведение, которое заставляет задуматься о важном — человеческих ценностях, жизни и смерти, о [Б]оге».

## Состав оркестра
Деревянные духовые
2 флейты
Флейта-пикколо
2 гобоя
Английский рожок
3 кларнета (B)
Бас-кларнет
2 фагота
Контрафагот
Медные духовые
5 валторн (F)
3 трубы (C)
Флюгерьгорн
4 тромбона
Туба
Ударные
Литавры
Треугольник
Колокольчики
2 там-тама
Тарелки
Церковные колокола
Тамбурин
Военный тамбурин
Глокеншпиль
Ксилофон
Маримба
Трубчатые колокола
Челеста
Фортепиано соло
Струнные
I скрипки
II скрипки
Альт
Виолончели
Контрабасы
Арфа